# Leichtathletik-Europameisterschaften 1994/1500 m der Männer

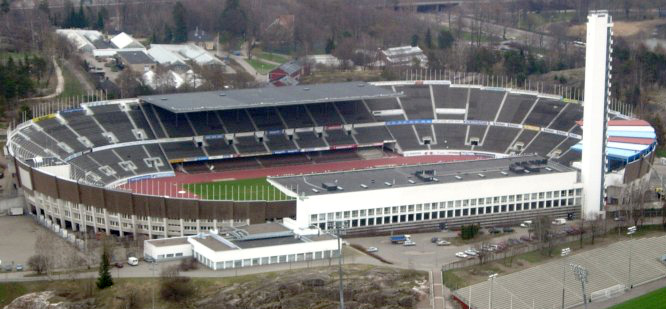
Das Olympiastadion von Helsinki im Jahr 2005

Der 1500-Meter-Lauf der Männer bei den Leichtathletik-Europameisterschaften 1994 wurde am 7. und 9. August 1994 im Olympiastadion der finnischen Hauptstadt Helsinki ausgetragen.
Die spanischen Mittelstreckler kamen in diesem Wettbewerb zu einem Doppelsieg. Europameister wurde der Olympiasieger von 1992 und Vizeweltmeister von 1993 Fermín Cacho. Den zweiten Rang belegte Isaac Viciosa. Bronze ging an den Kroaten Branko Zorko.

## Rekorde

### Bestehende Rekorde
| Weltrekord           | 3:28,86 min | Noureddine Morceli | Rieti, Italien            | 6. September 1992 |
| Europarekord         | 3:29,67 min | Steve Cram         | Nizza, Frankreich         | 16. Juli 1985     |
| Meisterschaftsrekord | 3:35,59 min | Steve Ovett        | EM Prag, Tschechoslowakei | 3. September 1978 |

### Rekordverbesserung
Der spanische Europameister Fermín Cacho verbesserte den bestehenden EM-Rekord im Finale am 9. August um 32 Hundertstelsekunden auf 3:35,27 min. Zum Europarekord fehlten ihm 5,60 s, zum Weltrekord 6,41 s.

## Legende
| CR | Championshiprekord |

## Vorrunde
7. August 1994
Die Vorrunde wurde in zwei Läufen durchgeführt. Die ersten vier Athleten pro Lauf – hellblau unterlegt – sowie die darüber hinaus vier zeitschnellsten Läufer – hellgrün unterlegt – qualifizierten sich für das Finale. Alle über ihre Zeit für das Finale qualifizierten Sportler kamen aus dem schnelleren ersten Vorlauf.

### Vorlauf 1
| Platz | Name                  | Nation         | Zeit (min) |
| ----- | --------------------- | -------------- | ---------- |
| 1     | Fermín Cacho          | Spanien        | 3:37,18    |
| 2     | Niall Bruton          | Irland         | 3:37,54    |
| 3     | Abdelkader Chékhémani | Frankreich     | 3:37,75    |
| 4     | Gary Lough            | Großbritannien | 3:37,83    |
| 5     | Rüdiger Stenzel       | Deutschland    | 3:37,84    |
| 6     | Éric Dubus            | Frankreich     | 3:38,02    |
| 7     | Gennaro Di Napoli     | Italien        | 3:38,33    |
| 8     | Branko Zorko          | Kroatien       | 3:39,84    |
| 9     | Mogens Guldberg       | Dänemark       | 3:40,89    |
| 10    | Christophe Impens     | Belgien        | 3:41,25    |
| 11    | Werner Edler-Muhr     | Österreich     | 3:43,08    |
| 12    | Sami Alanen           | Finnland       | 3:43,58    |
| 13    | Zeki Öztürk           | Türkei         | 3:46,39    |

### Vorlauf 2

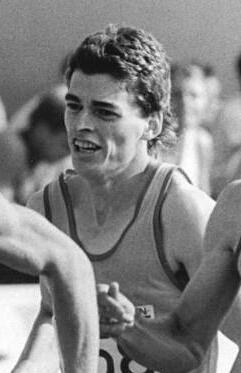
Titelverteidiger Jens-Peter Herold hatte nicht mehr die Form der Jahre zuvor und schied im zweiten Vorlauf aus
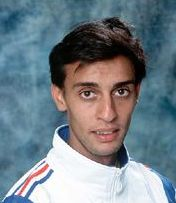
Als Siebter des zweiten Vorlaufs erreichte Samir Benfarès nicht das Finale

| Platz | Name                 | Nation         | Zeit (min) |
| ----- | -------------------- | -------------- | ---------- |
| 1     | Isaac Viciosa        | Spanien        | 3:39,72    |
| 2     | David Strang         | Großbritannien | 3:39,96    |
| 3     | Andrij Bulkowskij    | Ukraine        | 3:40,05    |
| 4     | Manuel Pancorbo      | Spanien        | 3:40,06    |
| 5     | Kevin McKay          | Großbritannien | 3:40,19    |
| 6     | Jens-Peter Herold    | Deutschland    | 3:40,24    |
| 7     | Samir Benfarès       | Frankreich     | 3:40,43    |
| 8     | Marcus O’Sullivan    | Irland         | 3:40,58    |
| 9     | Azat Rakipau         | Belarus        | 3:41,41    |
| 10    | Davide Tirelli       | Italien        | 3:42,03    |
| 11    | Wjacheslaw Schabunin | Russland       | 3:42,91    |
| 12    | Milan Drahonovský    | Tschechien     | 3:43,66    |

## Finale

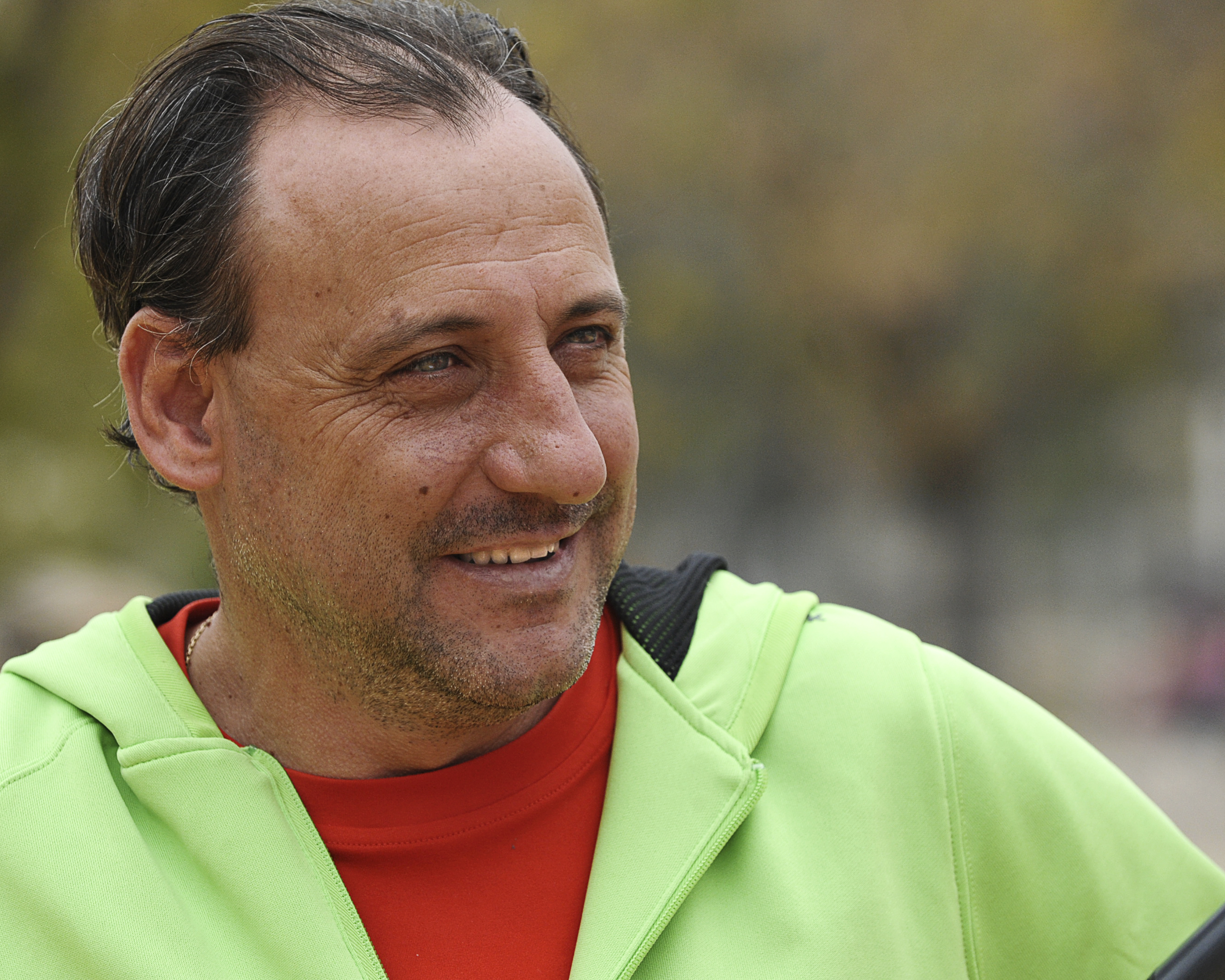
Nach dem Olympiasieg 1992 und der Vizeweltmeisterschaft 1993 gab es nun den EM-Titel für Fermín Cacho (hier im Jahr 2011)

9. August 1994
| Platz | Name                  | Nation         | Zeit (min) |
| ----- | --------------------- | -------------- | ---------- |
| 1     | Fermín Cacho          | Spanien        | 3:35,27 CR |
| 2     | Isaac Viciosa         | Spanien        | 3:36,01    |
| 3     | Branko Zorko          | Kroatien       | 3:36,86    |
| 4     | Éric Dubus            | Frankreich     | 3:37,44    |
| 5     | Andrij Bulkowskij     | Ukraine        | 3:37,81    |
| 6     | Manuel Pancorbo       | Spanien        | 3:38,16    |
| 7     | Rüdiger Stenzel       | Deutschland    | 3:38,36    |
| 8     | Abdelkader Chékhémani | Frankreich     | 3:38,42    |
| 9     | Gennaro Di Napoli     | Italien        | 3:39,96    |
| 10    | Niall Bruton          | Irland         | 3:41,22    |
| 11    | Gary Lough            | Großbritannien | 3:43,09    |
| 12    | David Strang          | Großbritannien | 3:50,27    |

## Videolinks
- 4820 European Track & Field 1500m Men, www.youtube.com, abgerufen am 31. Dezember 2022
- Men's 1500m Final European Champs Helsinki 1994, www.youtube.com, abgerufen am 31. Dezember 2022